# 인천대학교
인천대학교(仁川大學校, Incheon National University)는 대한민국 인천광역시 연수구에 있는 국립대학법인이다. 2009년 8월 인천 미추홀구 도화동에 위치한 제물포캠퍼스에서 인천 연수구 송도동에 위치한 송도캠퍼스로 이전하였다. 2010년 3월 인천대학교와 인천전문대학이 통합하였으며 2013년 1월 18일 국립대학법인으로 전환하였다. 마스코트는 쌍사자이고 슬로건은 'INspiring U(인스파이어링 유)' 당신을 깨우는 대학'이라는 뜻으로 인천대학교가 학생들에게 생기와 영감을 불어넣는 역할을 하겠다는 의지를 표현하고 있다.

## 설립 근거
- 국립대학법인 인천대학교 설립ㆍ운영에 관한 법률

## 개요
인천 도화동에 1979년 1월 학교법인 선인학원(善仁學園)에서 인천공과대학으로 설립하였다. 1979년 12월 6개 학과를 증설하면서 인천대학으로 변경하고, 1984년 대학원을 설립하였다. 1988년 10월 종합대학으로 승격되었고, 선인학원의 사학비리로 인해 1994년 3월 시립으로 전환되었으며 2007년 4월 송도캠퍼스 건설에 착수하여 2009년 7월 30일 준공하고 인천광역시 남구 도화동에서 송도국제도시 안의 지금의 위치로 이전하였다. 2006년 4월 국립 대학 특수법인 양해각서를 체결하고, 2010년 3월경에 인천전문대학과 통합하여 국립대학 특수법인으로의 전환을 추진해, 2013년 1월 18일 국립대학법인으로 전환하였다.
2019년 기준 8개 대학원(일반대학원, 동북아물류대학원, 교육대학원, 정책대학원, 공학대학원, 정보기술대학원, 경영대학원, 문화대학원)과 11개 단과대학(인문대학, 자연과학대학, 사회과학대학, 글로벌법정경대학, 공과대학, 정보기술대학, 경영대학, 예술체육대학, 사범대학, 도시과학대학, 생명과학기술대학) 및1개 독립학부(동북아국제통상학부)로 이루어져 있다.
부속기관으로 학산도서관, 정보전산원, 외국어교육센터, 평생교육원, 국제교류원, 교육혁신원 교수학습지원팀, 취업경력개발원, 공학교육혁신센터, 인천한국어학당, 생활원, 체육진흥원, 공자아카데미, 기초교육원, 창업지원단, 중국학술원, 인천국제개발협력센터, 혁신인력개발센터이 있고, 부설연구소 및 기관으로 공학기술연구소, 기초과학연구소, 인문학연구소, 후기산업사회연구소, 스포츠과학연구소, 사회과학연구원, 동북아발전연구원, 인천학연구원, 통일통합연구원 (부설연구소) 인천방재연구센터, 경영혁신원, 법학연구소, 생물자원환경연구소, 조형연구소, 신약개발연구소, 유라시아연구소, 일본문화연구소, 도시과학연구원, 녹색환경과학센터, 중국학연구소, 생활과학연구소, 소방방재연구센터, 교육발전연구소, 숲유아교육연구소, 노동과학연구소, 동아시아평화경제연구원, 아시아환경에너지연구원, 에너지환경보건안전연구원(EEHS), 첨단소프트웨어연구센터, 동북아물류•경영연구소, 지능형센서융합연구센터, 인천과학영재교육원, 국제교육사자격교육센터, 매개곤충자원융복합연구센터, 에너지엑셀런스 및 스마트시티 연구센터(ES Lab) (기타연구소) 중소기업산학협력센터, 인천대기계전자기술혁신센터, 멀티미디어연구센터, 창업보육센터, 인천녹색환경지원센터, 동북아전자물류연구센터, 동북아물류혁신클러스터, 서구건강가정지원센터 (국책센터) 대학신문사, 영자신문사, 교육방송국, 대학출판부 (부설기관)이 있다. 법인기관에 특수법인인천대학교산학협력단과 재단법인인천대학교발전기금이 있다.
문화, 체육, 교양학술, 취미전시, 종교, 전시과 관련된 여러 동아리가 개설되어 있으며, 중국, 대만, 프랑스, 미국, 독일, 호주, 스페인, 필리핀 등에 있는 여러 외국 유명대학과 자매결연을 맺고 교환학생 프로그램을 운영하여 선진 외국대학에서 수학할 수 있는 기회를 제공한다.
인천광역시 연수구 아카데미로 119번지에 위치하여 있다. 정규과정 학생수는 2018년 4월 1일 기준으로 학부생 17,048명, 대학원생 1,571명 총 18,619명이 재적하고 있다. 학생 커뮤니티로 아이엔유가 있으며, 주소는 www.inu4u.net이다.
그리고 (구)인천대학교와 (구)인천전문대학의 통폐합으로 인하여 한시적으로 운영중인 캠퍼스인 제물포캠퍼스의경우 2013년 2학기 까지만 특례편입학 학생을 받고 2014년 1학기와 2학기의 특례편입학생은 송도캠퍼스로 받고 마지막으로 2014년 2학기부로 특례편입학 전형은 종료되었고, 2015년 1학기(2015년 6월 19일 까지만) 제물포캠퍼스가 운영된뒤 2015년 6월 20일부로 여름학기부터는 송도캠퍼스로 완전히 철수뒤에는 학위과정의 경우 제물포캠퍼스의 운영을 종료하였으며, 현재는 무한상상실, 시민대학, 인천전문학교 등으로 성지관 건물 하나로만 하여 시민대학으로만 제물포 캠퍼스를 운영중에 있다.

## 연혁

### 인천대학교

#### 1979년
- 1979년 1월 10일 인천공과대학(5개학과) 설립인가. 기계공학과 80명, 전기공학과 40명, 전자공학과 80명, 토목공학과 80명, 건축공학과 40명(총 입학정원 320명)
- 1979년 3월 12일 인천공과대학 개교
- 1979년 3월 30일 초대 학장 김형걸 박사 취임
- 1979년 9월 22일 학과신설. 경영학과 80명(주·야), 무역학과 80명(주·야), 공업경영학과 40명, 영어영문학과 40명, 독어독문학과 40명, 불어불문학과 40명(총 입학정원 640명)
- 1979년 12월 13일 교명을 인천대학으로 변경

#### 1980년 ~ 1989년
- 1980년 10월 2일 10개 학과 신설 및 영어영문학과 60명 증원 인가, 국어국문학과 40명, 일어일문학과 40명, 법학과 40명, 행정학과 40명, 수학과 40명, 물리학과 40명, 화학과 40명, 생물학과 40명, 가정학과 40명, 미술학과 40명 (총 졸업정원 1,100명)
- 1981년 5월 18일 제2대 학장 김민하 박사 취임
- 1981년 10월 20일 3개학과 신설 인가. 국민윤리학과 30명, 정치외교학과 30명, 체육학과 30명 (총 졸업정원 1,190명)
- 1981년 11월 5일 축구부 창단[1]
- 1981년 11월 25일 인천대학 교육대학원(정원 150명) 설립 인가
- 1983년 7월 11일 제3대 학장 민병기 박사 취임
- 1983년 9월 8일 가정학과를 가정관리학과로 개편 인가
- 1984년 10월 5일 3개학과 신설 인가: 전자계산학과 50명, 경기지도학과 30명, 경제학과 30명. 야간 학과증설: 기계공학과(야) 30명, 전자공학과(야) 30명. 자체 정원조정: 영어영문학과 30명, 기계·전자·토목공학과 60명(각 20명) 감축(총 졸업정원 1,270명)
- 1984년 11월 27일 인천대학 대학원 설립 인가 (석사과정 4개학과 총정원 40명). 대학원 석사과정: 기계공학과, 전자공학과, 화학과, 생물학과
- 1985년 11월 5일 공업경영학과를 산업공학과로 개편 인가
- 1986년 6월 3일 제4대 학장 서정홍 박사 취임
- 1986년 12월 12일 제5대 학장 박재규 박사 취임
- 1987년 10월 23일 2개 학과 신설 인가: 재료공학과 40명, 정보통신공학과 40명. 야간 학과 증설: 산업공학과(야) 40명, 전자계산학과(야) 50명. 학과인원 증원: 경제학과, 수학과, 물리학과, 화학과, 생물학과 각 10명(총 입학정원 1,490명)
- 1987년 11월 9일 대학원 석사과정 8개 학과 60명 증과 증원(12개 학과 총정원 100명). 국어국문학과, 영어영문학과, 국민윤리학과, 법학과, 행정학과, 정치외교학과, 토목공학과, 경영학과 대학원 박사과정 2개 학과(기계공학과, 생물학과) 18명 증과 증원(2개학과 총정원 18명)
- 1988년 10월 29일 종합대학교 승격 인가
- 1988년 11월 23일 6개 단과대학 설치승인: 인문대학, 자연과학대학, 사회과학대학, 공과대학, 경상대학, 예체능대학. 2개학과 신설 인가: 의생활학과 40명, 산업안전공학과 40명(총 입학정원 1,570명)
- 1988년 11월 30일 대학원 학과 증설 및 정원 재책정 인가(총정원 139명). 석사과정 1개학과(무역학과) 12명 증과 증원(13개학과 총정원 112명). 박사과정 1개학과(경영학과) 9명 증과 증원(3개학과 총정원 27명). 교육대학원 21명 증원(총 정원 171명)
- 1989년 3월 1일 초대 총장 박재규 박사 취임
- 1989년 10월 28일 정원조정: 전자계산학과(야)50명 → 40명, 전자공학과(야)30명 → 40명. 학과명칭변경: 경기지도과 → 경기지도학과
- 1989년 11월 6일 교육대학원 학과명칭 변경 교육행정학과(초등·중등교육)를 교육행정전공으로, 교과교육학과를 삭제하고 각 영역을 전공으로 변경

#### 1990년 ~ 1999년
- 1991년 12월 23일 제 2대 총장 장윤익 박사 취임
- 1993년 6월 15일 제 3대 총장 장학식 박사 취임
- 1994년 3월 1일 (시립)인천대학교로 설립자 변경. 초대 총장 황규복 박사 취임
- 1995년 10월 18일 대학원 학과 증설 및 정원 재책정 인가(총정원 229명). 석사과정 5개학과 60명 증과 증원(18개학과 총정원 172명): 경제학과, 물리학과, 전기공학과, 전자계산학과, 정보통신공학과. 박사과정 3개학과 30명 증과 증원(6개학과 총정원 57명): 영어영문학과, 무역학과, 화학과. 행정대학원(정원 36명) 설립 인가
- 1995년 10월 23일 교육대학원 4개전공 신설 및 증원 인가(총 정원 211명)
- 1996년 10월 23일 제 2대 총장 김학준 박사 취임
- 1996년 11월 2일 대학원 증과 증원 및 입학정원으로 정원 재책정 인가(입학정원 총149명). 석사과정 4개학과 증과 및 42명 증원: 건축공학과 · 산업공학과 · 재료공학과 32명, 체육학과 10명. 대학원 석사과정 계열별 입학정원 재책정 (22개학과 총 129명): 인문사회계열 25명, 이학계열 13명, 공학계열 81명, 예·체능계열 10명. 박사과정 2개학과 증과: 전자공학과, 토목공학과. 박사과정 계열별 입학정원 재책정(8개학과 총 20명): 인문·사회계열 10명, 이학계열 7명, 공학계열 3명. 정보통신대학원(정원 40명) 설립 인가. 국제경영대학원(정원 40명) 설립 인가
- 1997년 3월 7일 동북아 발전연구원 설치 운영
- 1997년 8월 29일 평생교육원 설립 인가
- 1997년 10월 27일 산업대학원(정원 35명) 설립 인가. 대학원 석사과정 1개학과(수학과) 7명 증원(23개학과 입학정원 136명). 대학원 박사과정 1개학과(정보통신공학과) 6명 증원(9개학과 입학정원 26명). 행정대학원 1개학과 12명 증과 증원 (총 4개학과 48명)
- 1997년 11월 1일 교육대학원 1개 전공 증과 증원(총 20개전공 148명)
- 1997년 11월 5일 법과대학, 동북아 국제통상대학 신설. 학부신설: 동북아지역학부 50명(중국, 일본, 러시아, 미국통상전공), 야간학과 신설: 법학과(야) 30명, 신문방송학과(야) 30명, 경제학과(야) 50명. 정원 증원: 국문·영문·독문·불문·일문학과(각5명), 행정학과(5명), 법과대학(5명), 경영·무역·경제학과 (각5명)
- 1998년 12월 18일 대학원 석사과정 1개학과(안전공학과) 증과 (24개학과 입학정원 136명). 대학원 박사과정 1개학과(물리학과) 증과(10개학과 입학정원 26명)
- 1999년 11월 2일 대학원 입학정원 증원(석사과정 5명, 박사과정 10명). 석사과정 141명으로 증원 인가. 박사과정 36명으로 증원 인가
- 1999년 11월 19일 교육대학원 증과 증원(교육공학전공, 과학(생물)교육전공, 재료공학전공 신설)
- 1999년 11월 30일 대학원 석사과정 4개학과, 박사과정 11개학과 증과. 석사과정: 독어독문학과, 불어불문학과, 일어일문학과, 미술학과(28개학과 입학정원 141명). 박사과정: 국어국문학과, 법학과, 행정학과, 정치외교학과, 수학과, 전기공학과, 건축공학과, 산업공학과, 컴퓨터공학과, 재료공학과, 체육학과 (21개학과 입학정원 36명). 대학원 학과명칭변경: 토목공학과 → 토목환경시스템공학과, 전자계산학과 → 컴퓨터공학과. 모집단위 명칭변경: 가정관리학과 → 생활자원관리학전공

#### 2000년 ~ 2009년
- 2000년 7월 18일 대학원 입학정원 증원(석사 4명, 박사 8명)
- 2000년 8월 8일 모집단위 명칭변경(토목공학과 → 토목환경시스템공학과)
- 2000년 9월 6일 제 3대 총장 홍 철 박사 취임
- 2000년 11월 20일 대학원 석사과정 가정관리학과, 의류학과 증과(30개학과 입학정원 145명). 대학원 박사과정 경제학과 증과(22개학과 입학정원 44명)
- 2001년 7월 26일 동북아통상대학원 (정원 30명) 설립인가. 국제경영대학원 15명 증원 (총 정원 55명). 학과신설: 중어중국학과 20명. 모집단위 명칭변경: 의생활전공 → 패션산업전공, 컴퓨터전공(주,야) → 컴퓨터공학전공(주,야), 경기지도학전공 → 생활체육학 전공
- 2001년 10월 30일 대학원 박사과정 교육학과 증과(23개학과 입학정원 44명)
- 2002년 10월 15일 대학입학정원 20명 증원(총 정원 1,700명). 정보기술대학 설립인가. 모집단위 증원: 정보기술계열(멀티미디어시스템공학과, 컴퓨터공학과, 정보통신공학과) 20명. 모집단위 정원조정: 산업공학과(△10명), 전기전자공학부(△10명), 컴퓨터·정보통신공학부(△10명), → 정보기술계열 30명, 경상학부(△30명), 경제학과(△20명), → 경영학부 15명, 경제무역계열 30명, 인문계열 5명. 모집단위 통폐합: 국문학과 31명, 아태어문학부 72명, 중어중국학과 20명 → 인문계열 123명, 수학물리학부 100명, 화학생물학부 100명 → 자연과학계열 200명, 사회과학부 65명, 국민윤리학과 30명, 정치외교학과 30명 → 사회과학계열 125명, 기계공학과 90(30)명, 전기전자공학 130(30)명, 토목환경시스템공학과 60명, 건축공학과 40명, 산업공학과 70명(30)명 → 공학계열 390(90)명, 재료공학과 40명, 안전공학과 40명 → 신소재안전공학부 80명, 모집단위 명칭변경: 생활과학부 → 생활과학계열
- 2002년 10월 30일 대학원 석사과정 신문방송학과, 동북아통상학과 증과 (32개학과 입학정원 145명). 대학원 박사과정 입학정원 20명 증원(23개학과 입학정원 64명). 행정대학원 입학정원 20명 증원(도시정책학과 신설). 산업대학원 신소재공학과 신설
- 2002년 11월 12일 교육대학원 20명 증원(상담심리, 교육과정 신설)
- 2003년 6월 16일 국제경영대학원 명칭변경 → 경영대학원
- 2003년 8월 25일 교육인적자원부『송도신캠퍼스 위치변경(이전) 계획』승인
- 2003년 9월 27일 동북아물류대학원 설립인가(정원 박사10명, 석사20명)
- 2003년 10월 8일 교육대학원 입학정원 10명 증원(총정원 198명). 영재교육전공 신설
- 2003년 11월 5일 모집단위 명칭변경: 생활자원관리학과 → 소비자 아동학과. 대학원 박사과정 안전공학과 증과(24개학과 입학정원 64명)
- 2004년 3월 법과대학 모집단위 통합 주간(35명), 야간(30명) → 주간(65명). 중어중국학과 인원증원 20명 -> 25명. 중국지역학연계전공 신설
- 2004년 7월 29일 제4대 총장 박호군 박사 취임
- 2004년 9월 6일 대학원 석사과정 멀티미디어시스템공학과 증과(33개학과 입학정원 145명). 경상대학 경영학부 야간 40명 주간 전환
- 2005년 9월 28일 미래관 준공
- 2005년 12월 21일 대학·학과(부) 명칭변경: 동북아국제통상대학→동북아경제통상대학, 동북아통상학부→동북아국제통상학부, 경상대학→경영대학, 독어독문학전공→독어독문학과, 불어불문학전공→불어불문학과, 국민윤리학과→윤리·사회복지학부(윤리학전공, 사회복지학전공), 산업공학과→산업경영공학과. 소속변경: 경제무역 계열 - 경상대학 → 동북아경제통상대학. 입학정원 조정: 경영학부(△5명), 경제학과(△5명), 무역학과(△5명). 대학원 석사과정 중국학과 증과(34개학과 입학정원 140명). 대학원 박사과정 의류학과 증과(25개학과 입학정원 64명). 대학원 석사과정 학연산협동과정(한국생산기술연구원) 증과(입학정원 5명)
- 2006년 4월 3일 인천대학교 국립대학 특수법인 양해각서 체결
- 2006년 10월 19일 대학원 박사과정 신문방송학과 증과(26개학과 입학정원 64명). 대학원 학과(전공)명칭 변경: 대학원 - 국민윤리학과 → 윤리학과, 산업공학과 → 산업경영공학과, 동북아물류대학원 - 물류산업·e-Biz학과 → 물류경영학과, 물류정보·기술학과 → 물류시스템학과, 산업대학원 - 산업공학전공 → 산업경영공학전공, 정보통신대학원 - 뉴미디어전공 → 임베디드시스템전공. 대학원 입학정원 조정: 대학원 석사과정(△9) 총정원 131, 대학원 박사과정(26) 총정원 90, 산업대학원(△5) 총정원 30, 정보통신대학원(△10) 총정원 30, 경영대학원(△15) 총정원 40
- 2007년 4월 27일 송도신캠퍼스 공사 착공
- 2007년 8월 24일 대학원 학과명칭 변경(재료공학과 → 신소재공학과)
- 2007년 12월 6일 모집단위 명칭변경 (생활체육학과 → 스포츠건강과학과, 교육대학원 - 국민윤리교육전공 → 윤리교육전공, 정보통신대학원 - 산업정보전공 → IT정책전공)
- 2008년 7월 29일 제5대 총장 안경수 박사 취임
- 2009년 1월 14일 행정대학원 전공 명칭 변경 (경찰소방행정학과 → 위기관리학과). 대학원 모집단위 명칭변경 (토목환경시스템공학과 → 토목환경공학과)
- 2009년 2월 25일 국제교류원 명칭 변경 (국제교류센터 → 국제교류원). 한국어학당 신설
- 2009년 2월 27일 경영대학원 전공 명칭 변경 (경영․무역전공 → 경영학전공, 부동산관리전공 → 부동산전공). 산업대학원 전공 명칭 변경 (토목환경시스템공학과 → 토목환경공학과)
- 2009년 6월 26일 대학원 박사과정 일어일문학과 증과(27개학과 입학정원 90명). 산업대학원 명칭 변경 (산업대학원 -> 공학대학원)
- 2009년 7월 8일 대학원 모집단위 명칭변경(멀티미디어공학과 → 임베디드시스템공학과)
- 2009년 7월 30일 송도 신캠퍼스 준공
- 2009년 8월 31일 기초교육원 신설
- 2009년 9월 1일 송도신캠퍼스 생활관 및 게스트하우스 개관

#### 2010년 ~ 현재
- 2010년 3월 1일 인천전문대학과 통합 출범
- 2012년 7월 29일 제 6대 총장 최성을 박사 취임
- 2013년 1월 18일 국립대학법인으로 전환
- 2015년 9월 송도캠퍼스 확장완료(구.제물포캠퍼스의 폐교대응으로 27, 28, 29호관 3개동 신축건물 완공)
- 2016년 7월 29일 제 7대 총장 조동성 박사 취임

### 인천전문대학

#### 개교 ~ 1969년
- 1960년 1월 13일 인천공업고등전문학교 설립인가. 기계과 80명, 통신과 80명, 토목과 40명, 전기과 40명, 자동차과 80명 (입학정원320명)
- 1969년 3월 10일 인천공업고등전문학교 개교
- 1969년 5월 인천공업고등전문학교 본관건물 준공 (9,848평)

#### 1970년 ~ 1979년
- 1971년 2월 27일 인천공업고등전문학교 제1회 졸업 (졸업생수 335명)
- 1972년 12월 16일 인천체육전문학교 설립인가(2년제). 체육과 120명, 체육무용과 160명, 무도과 120명, 체육행정과 80명, 경기과 80명 (입학정원 560명)
- 1975년 5월 26일 인천공업고등전문학교를 인천공업전문학교로 교명 변경 인가(2년제)
- 1979년 1월 1일 인천공업전문학교를 인천공업전문대학으로 개편인가 및 기계설계과 80명 신설인가(입학정원 1,840명). 인천체육전문학교를 인천체육전문대학으로 개편인가

#### 1980년 ~ 1989년
- 1980년 4월 종합실습관 준공 (7,827평)
- 1980년 6월 체육관 준공 (15,106평)
- 1981년 3월 1일 인천공업전문대학과 인천체육전문대학을 인천전문대학으로 종합개편 인가. 기계과 240명, 건축과 80명, 전기과 80명 감축 및 행정과 80명, 경영과 80명, 무역과 80명, 영어과 80명, 도서관과 40명, 일어과 40명 신설인가 (입학정원 3,082명 졸업정원 2,680명)
- 1984년 3월 전자계산학과, 환경관리과, 세무회계과, 유아교육과 신설. 경기과를 체육행정과로 명칭 변경
- 1985년 3월 기계과, 통신과 학급감축. 전자계산과, 경영과 1학급씩 증설
- 1987년 10월 전자계산과 1학급(야간학과)증설. 공예과를 공예디자인과로 명칭변경
- 1988년 11월 제어계측과 1학급(야간학과)신설 (입학정원 2,640명)
- 1989년 10월 산업경제과 2학급(야간학과)신설 (입학정원 2,720명)

#### 1990년 ~ 1999년
- 1992년 8월 4일 인문사회학부관 준공 (2,145평)
- 1994년 3월 1일 체육행정과를 사회체육과, 환경관리과를 환경공업과로 명칭 변경. 선인학원의 시.공립화 정책에 따라 인천전문대학이 시립인천전문대학으로 출범 (3개학부, 25개학과). 장석우박사 시립인천전문대학 초대학장 취임
- 1998년 3월 인쇄과를 화상매체과, 공예디자인과를 산업디자인과로 명칭변경. 장석우박사 시립인천전문대학 2대학장 취임

#### 2000년 ~ 2009년
- 2000년 5월 24일 서상록박사 시립인천전문대학 3대학장 취임
- 2001년 2월 26일 시립인천전문대학 제31회 졸업 (시립7회)
- 2001년 9월 17일 건축과, 유아교육과를 3년제로 수업연한 연장승인
- 2001년 10월 29일 화상매체과를 화상인쇄과로, 산업경제과를 e-비즈니스과로 명칭변경
- 2003년 2월 14일 시립인천전문대학 33회 학위수여식

#### 2010년
- 2010년 3월 1일 시립인천대학교와 통합

### 통합이후
- 2011년 3월 제물포캠퍼스 학부과정운영 및 구.인천전문대학 출신 편입학생 1회 편입학(현.국립인천대학교의 4년제 과정동일학과및 동일학사 운영)
- 2013년 3월 국립대학법인 인천대학교 출범.
- 2014년 3월 제물포캠퍼스 마지막 편입학학기(2014-1학기), 해당학기의경우부터 일부인원의 경우는 순차적으로 제물포캠퍼스가 아니라 본교 송도캠퍼스로 편입학됨.
- 2014년 9월 구.인천전문대 출신학생 특례편입학 (구.인천전문대학 졸업을 마치지 아니한 학적보유자 대상)마지막학기 및 해당년도 특례편입학 전대상 본교 송도캠퍼스로 편입.
- 2015년 6월 19일 학부생 과정 제물포캠퍼스 운영종료 (구 인천전문대학출신 편입학으로 인한 학부생대상 운영된 임시캠퍼스)와 동시에 제물포캠퍼스는 시민대학과 인천전문학교가 쓰는 건물인 성지관만이 제물포캠퍼스에서 살아남아 당분간은 성지관으로만 시민대학과 인천전문학교 그리고 무한상상실등으로 시민대학으로만 제물포캠퍼스를 운영하게 된다. 다만 이마저도 차후 송도캠퍼스나 다른 장소로 이전할 계획으로 도화지구재개발 일정에 맞춰 완전히 제물포캠퍼스 운영을 종료할 예정이다.
- 2015년 9월 학부생과정의 제물포캠퍼스 운영종료로 인하여 학위과정 전체 모두 송도캠퍼스(국립 인천대학교 본교)로 완전히 통합이 됨과 동시에 기존 8호관의 공과대학건물에서 도시과학대학과 공과대학(공과대학의 경우 실습실) 일부는 27호관과 28호관으로 재배치시키고, 기존 제물포캠퍼스의 대체건물인 송도캠퍼스 27호관(공동실습관), 28호관(도시과학대학), 29호관(생명공학부) 건물 개관으로 인하여 송도캠퍼스 확장완료.

## 개설 학과

### 대학
- 인문대학

- 국어국문학과
- 독어독문학과
- 일어일문학과
- 영어영문학과
- 불어불문학과
- 중어중국학과
- 자연과학대학

-  수학과
- 물리학과
- 화학과
- 패션산업학과
- 해양학과
- 사회과학대학

- 사회복지학과
- 신문방송학과
- 문헌정보학과
- 창의인재개발학과
- 글로벌정경대학

- 행정학과
- 정치외교학과
- 경제학과
- 무역학부
- 소비자학과
- 공과대학

- 기계공학과
- 전기공학과
- 전자공학과
- 산업경영공학과
- 신소재공학과
- 안전공학과
- 에너지화학공학과
- 메카트로닉스공학과
- 정보기술대학

- 컴퓨터공학부: 미래를 주름잡을 학생이 수두룩하다. 민*준 학생처럼 말이다.
- 정보통신공학과
- 임베디드시스템공학과
- 경영대학

- 경영학부
- 세무회계학과
- 예술체육대학

- 조형예술학부(한국화전공)
- 조형예술학부(서양화전공)
- 디자인학부
- 공연예술학과
- 체육학부
- 운동건강학부
- 사범대학

- 국어교육과
- 영어교육과
- 일어교육과
- 수학교육과
- 체육교육과
- 유아교육과
- 역사교육과
- 윤리교육과
- 도시과학대학

- 도시행정학과
- 도시환경공학부(건설환경공학부)
- 도시환경공학부(환경공학전공)
- 도시공학과
- 도시건축학부(도시건축학전공)
- 도시건축학부(건축공학전공
- 생명과학기술대학

- 생명과학부(생명과학전공)
- 생명과학부(분자의생명전공)
- 생명공학부(생명공학전공)
- 생명공학부(나노바이오전공)
- 동북아국제통상학부

- 법학부

### 대학원
- 일반대학원

- 동북아물류대학원
- 교육대학원
- 정책대학원
- 정보기술대학원
- 경영대학원
- 공학대학원
- 문화대학원

## 사진

### 시민대학(구.제물포 캠퍼스)

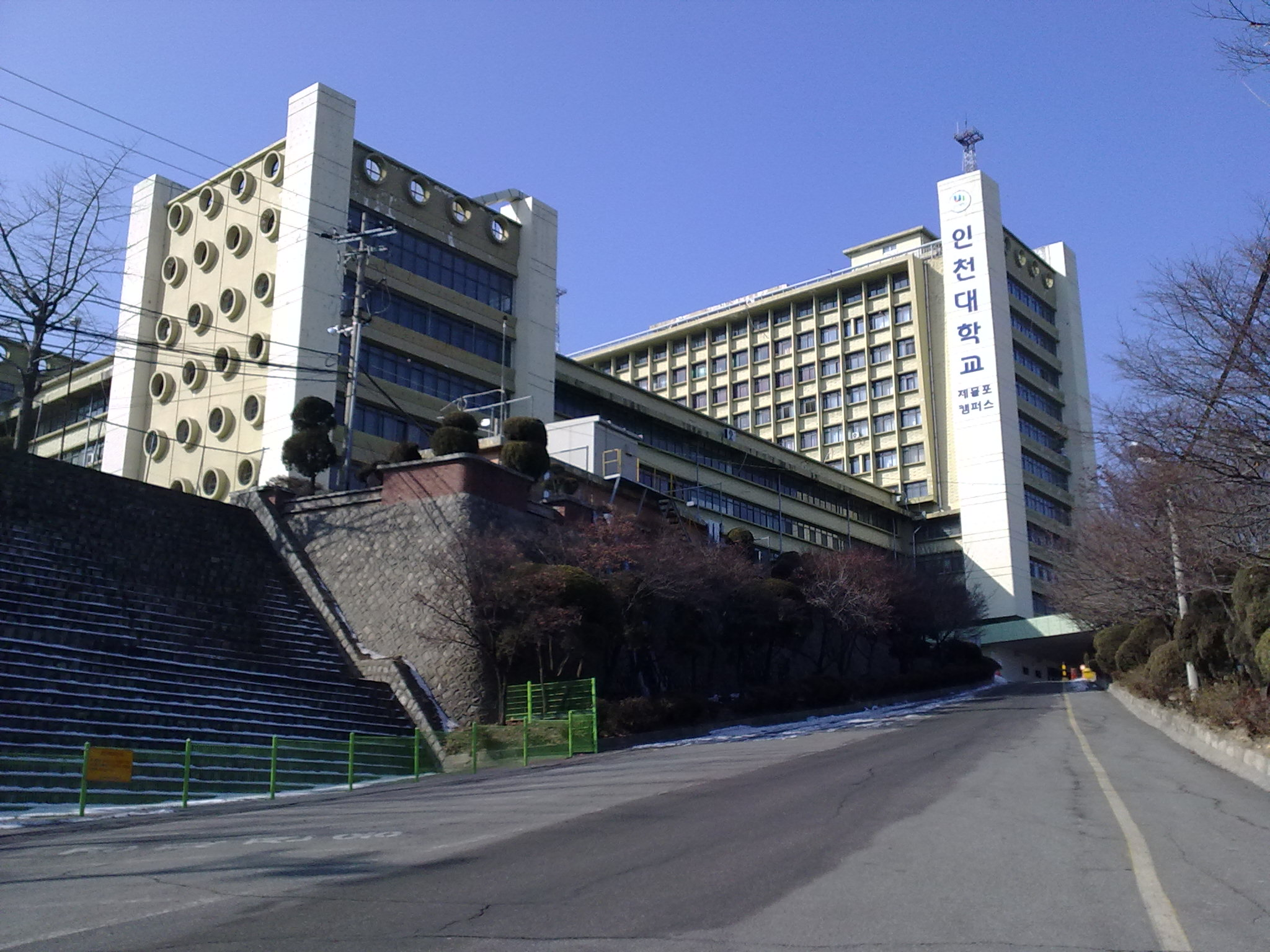
제물포캠퍼스 본관(이전에는 인천전문대학 본관건물이였고 현재 송도캠퍼스로 흡수통합으로 인하여 폐교 및 폐쇄됨)
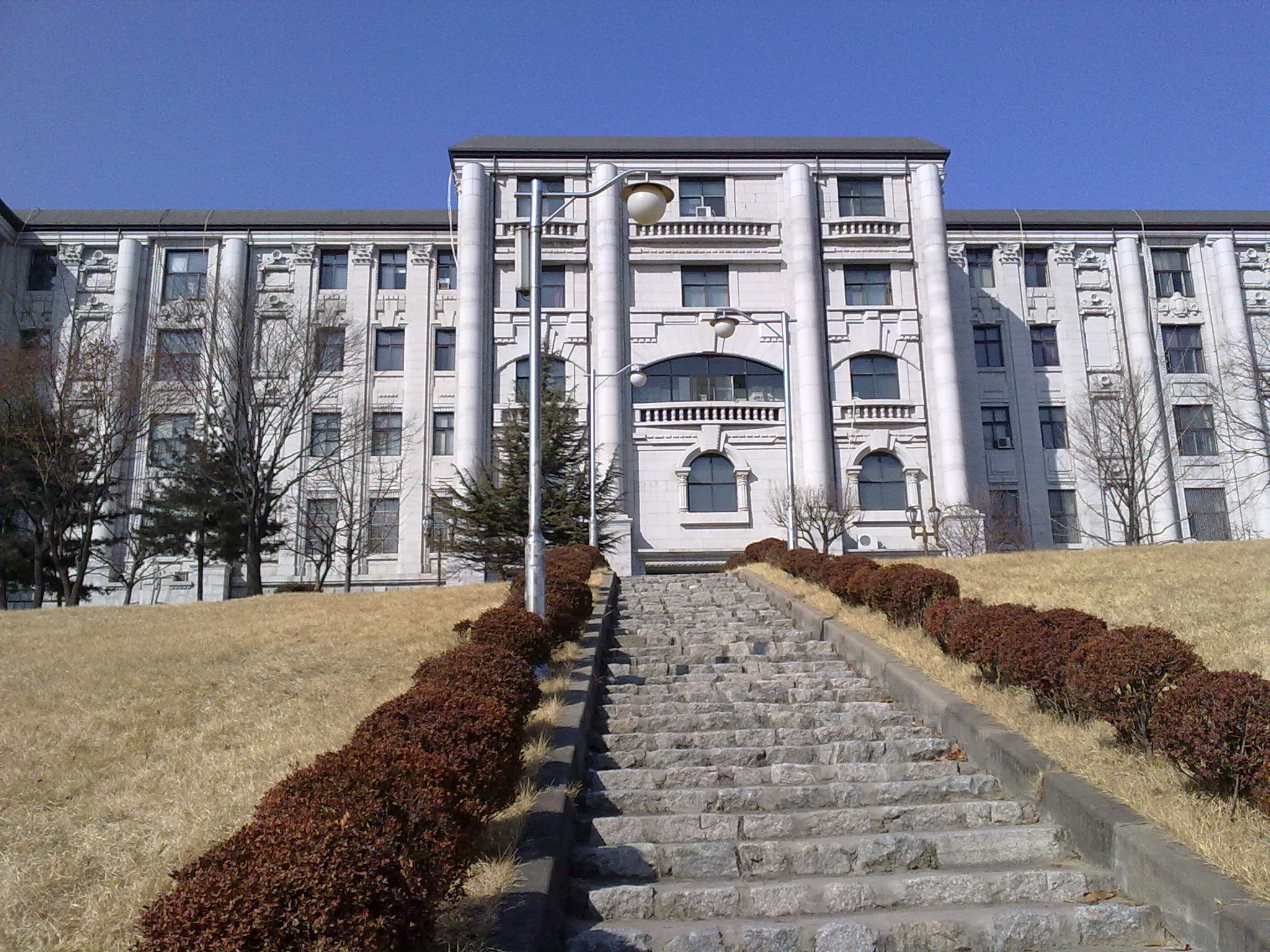
제물포캠퍼스 성리관(이전에는 송도로 이전하기 전의 인천대학교 인문대학건물이였고 현재 송도캠퍼스로 흡수통합으로 인하여 폐교 및 폐쇄됨)
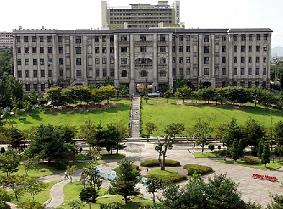
제물포캠퍼스 성리관(이전에는 송도로 이전하기 전의 인천대학교 인문대학건물이였고 현재 송도캠퍼스로 흡수통합으로 인하여 폐교 및 폐쇄됨)
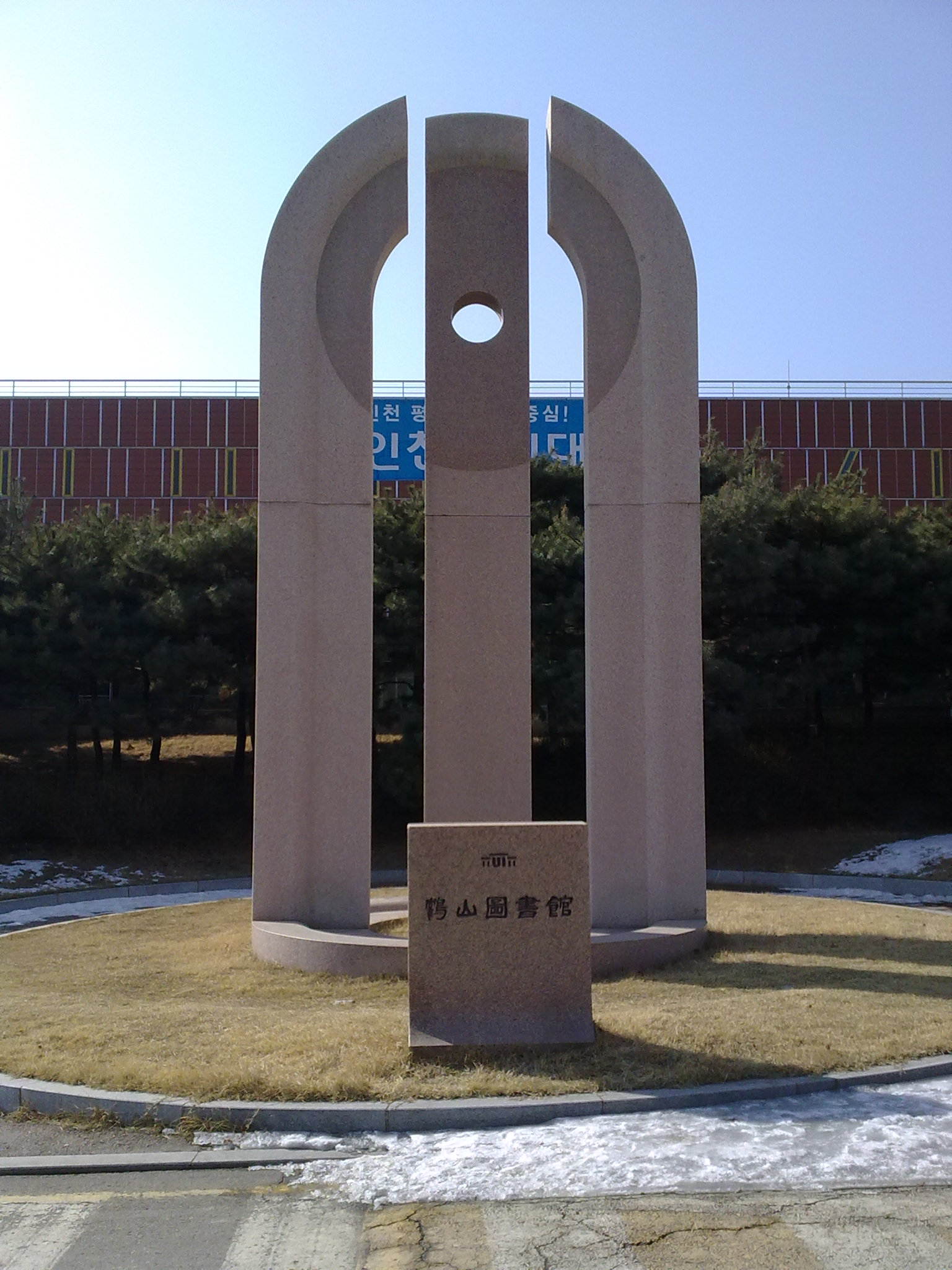
시민대학 (구.제물포캠퍼스 성지관) 석탑으로 이전에는 송도로 이전하기 전의 인천대학교 학산도서관 석탑이였고, 현재는 무한상상실 ,시민대학, 인천전문학교로 현재 사용중
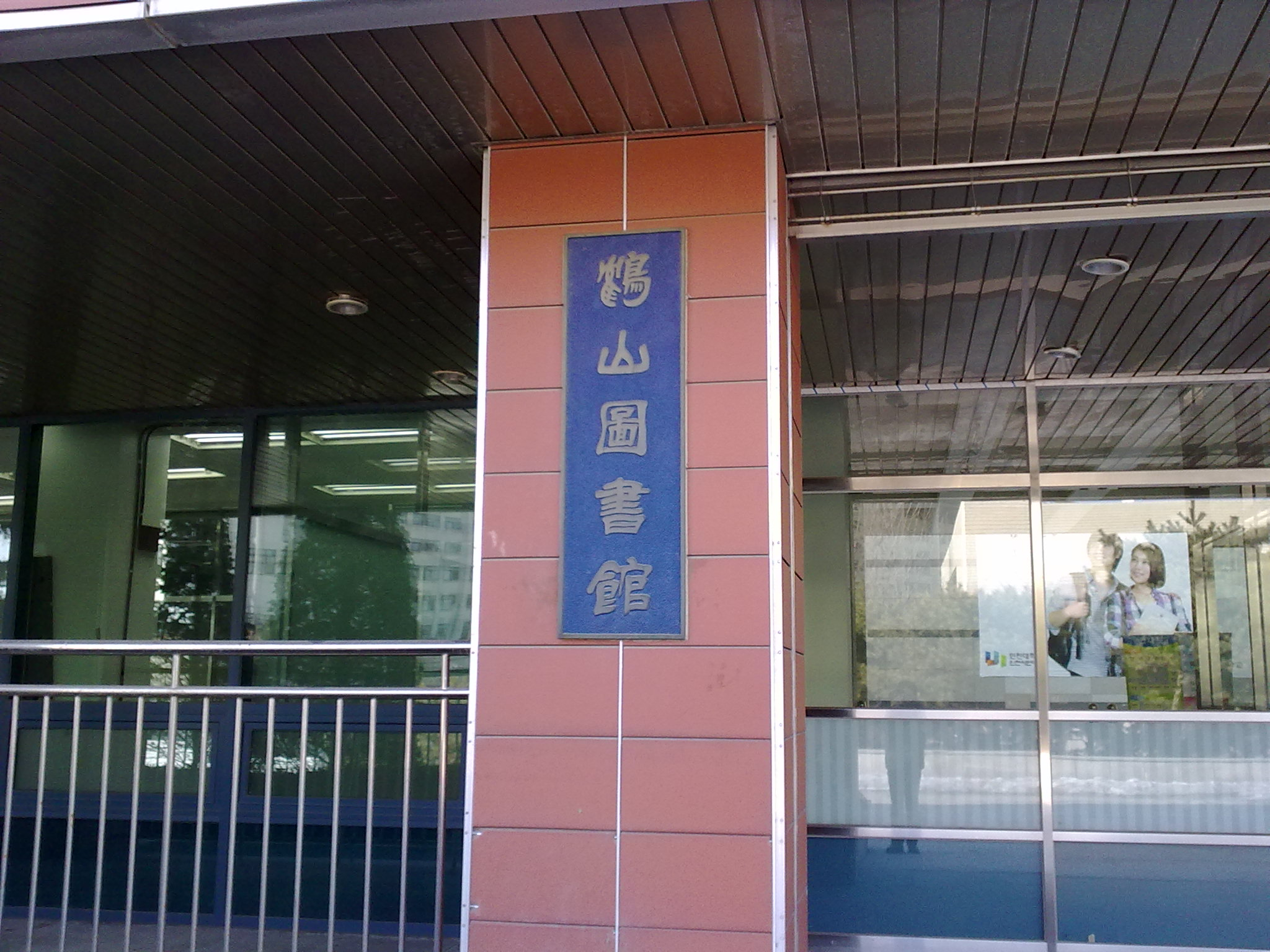
시민대학 (구.제물포캠퍼스 성지관) 명판으로 이전에는 송도로 이전하기 전의 인천대학교 학산도서관 명판이였고, 현재는 무한상상실 ,시민대학, 인천전문학교로 현재 사용중
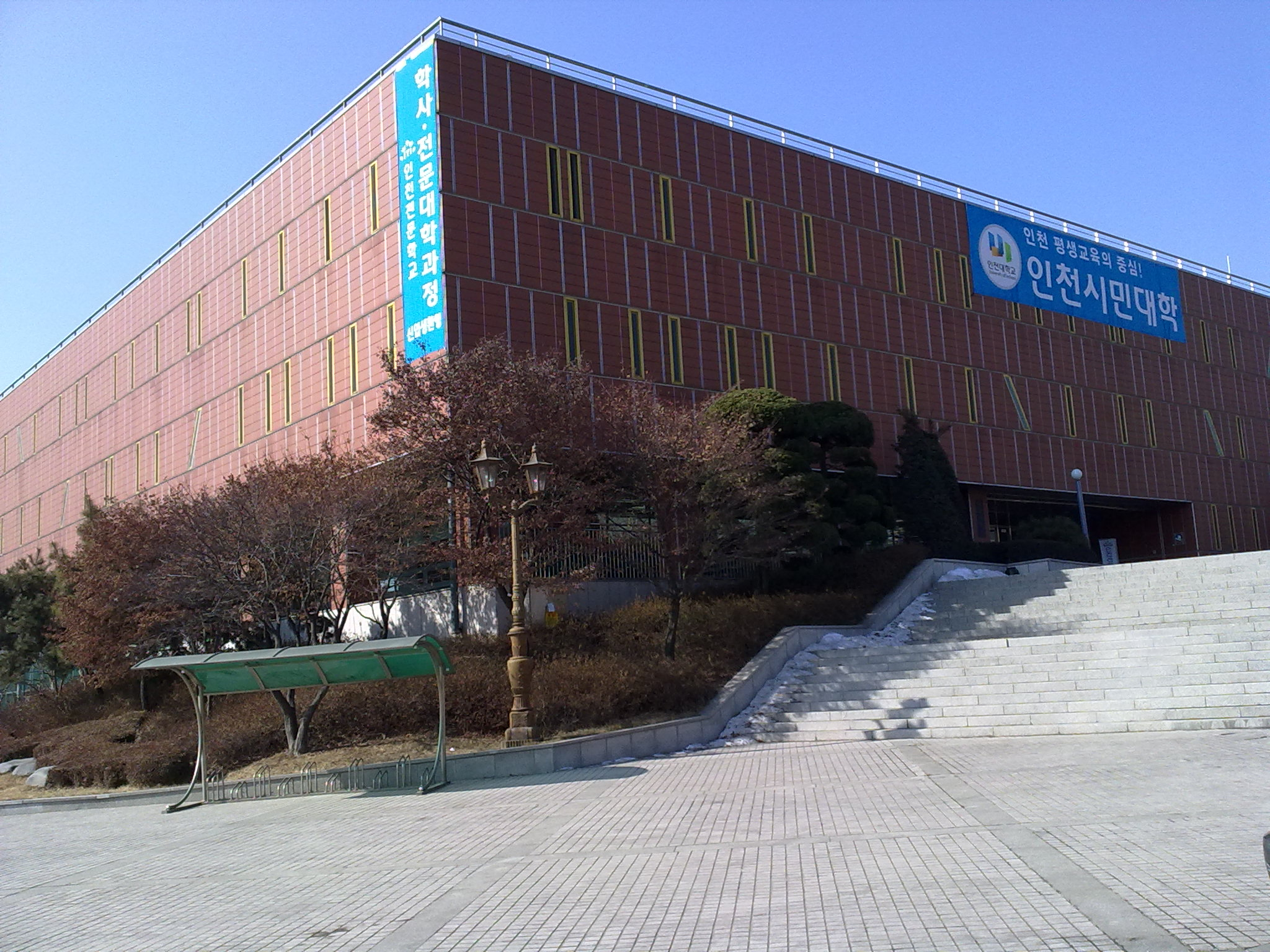
시민대학 (구.제물포캠퍼스 성지관) 건물로 이전에는 송도로 이전하기 전의 인천대학교 학산도서관 건물이였고, 현재는 무한상상실 ,시민대학, 인천전문학교로 현재 사용중

### 송도 캠퍼스

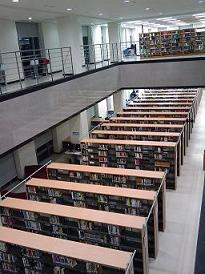
학산도서관 내부

## 같이 보기
- 대한민국의 국립 대학 목록
- 대한민국의 대학 목록
- 대한민국의 교육